# 維根斯坦的梯子
維根斯坦的梯子（英語：Wittgenstein's ladder）是在敎學上針對技術或是複雜主題的簡單解釋，解釋內容在技術上可能是錯的，但可以達到說明的效果。
這個詞語出自奧地利哲學家路德维希·维根斯坦1921年的作品《逻辑哲学论》，其中的命題6.54，他在其中提到雖然他的命題在某程度上是錯的，不過這些可以當做梯子，讓人可以理解更高層次的概念
6.54

   我的命題可以用以下方式解釋：瞭解我作法的人，會用這些命題當做梯子，越過它們，最終會發現這些梯子是是荒謬的（也可以說，當他們爬上去之後，要把梯子丟掉）

   他必須超越這些命題，之後才能正確的看待世界
考慮维根斯坦作品《逻辑哲学论》有的上述問題，這段話表示：若讀者可以理解這段文字，那剛剛讀到的那些命題就可以視為是沒有意義的。《逻辑哲学论》的命題6.4–6.54，將焦點從基礎的邏輯考量轉到更傳統的哲學主題（神、倫理學、元倫理、死亡、意志），以及相對而言沒那麼傳統的神秘主義。《逻辑哲学论》中的哲学設法說明語言的限制，以及如此克服這些限制。對维根斯坦來說，可以說的是自然科學的命題，以及那沒有意義（或不可說），傳統上和哲學有關的事物（例如倫理學及形而上學） 。
在維根斯坦之前的哲學家（像是阿图尔·叔本华及弗里茨·毛特纳）也用過類似的隱喻。維根斯坦在1930年反對他原來有關「梯子」的概念，他說：
我對所有可以靠著梯子就可以碰到的事物都沒興趣。